# Loris (Karolina Południowa)
Loris – miasto w Stanach Zjednoczonych, w stanie Karolina Południowa, w hrabstwie Horry.

## Lokalizacja
Miejscowość Loris znajduje się w północnej części Hrabstwa Horry na nizinie Atlantyckiej w stanie Karolina Południowa. Przez miasteczko przebiega droga międzystanowa – U.S Route 701, prowadząca na południe do miejscowości Conway (31 km) i na północ (7km) do Tabor City w Karolinie Północnej.
Według Bureau of the Census, powierzchnia Loris wynosi 11,8 km², z czego 0,05 km², to woda.

## Demografia
Ze spisu statystycznego przeprowadzanego w 2010 roku wynika, że w miejscowości Loris znajdowało się 819 gospodarstw domowych, które zamieszkiwało 2396 osób. Gęstość zaludnienia wynosiła wtedy 258,1 os./km². Pod względem rasowym miasto zamieszkiwało 52,8% „Białych”, 39,4% Afroamerykanów, 0,08% Indian, 1,2% Azjatów, 4,4% Hiszpanów oraz Latynosów i 0,03% przedstawicieli innych ras.
Loris zamieszkuje 22,5% osób poniżej 18 roku życia, 9,7% to osoby od 18 do 24 roku, z kolei 24,7% od 25 do 44, a 24,4% osób od 44 do 65 roku życia. Natomiast najstarsza grupę wiekową (od 65 wzwyż) reprezentuje 18,8% osób. Średnia wieku sięga tam 40 lat. 

## Transport

### Lotniska
W pobliżu Loris znajdują się dwa lotniska:
- Myrtle Beach International Airport (MYR)

- Twin City Airport (5J9)

### Transport publiczny
- The Coast RTA – transport autobusowy kursujący siedem dni w tygodniu, a w ciągu roku 364 dni. Na jego trasie mieszczą się następujące miejscowości: Andrews, Bucksport, Conway, Garden City, Georgetown, Loris, Murrells Inlet, Myrtle Beach, Pawleys Island oraz Surfside Beach[3].

## Edukacja
W mieście Loris znajduje się biblioteka publiczna.
Znajduje się tu również szkoła podstawowa, gimnazjum oraz szkoła średnia.